# Ai Addiction
株式会社Ai Addiction（アイアディクション、英: Ai Addiction Inc.）は、日本の音響制作会社。株式会社EARLY WINGの完全子会社。日本音声製作者連盟正会員。
2012年にEARLY WINGの音響制作部が同社の完全子会社として分離独立し設立。代表取締役は稲葉順一が務めている。

## 主な参加作品

### テレビアニメ
2012年
- となりの怪物くん

2013年
- ノラガミ
- サムライフラメンコ
- 幻影ヲ駆ケル太陽

2014年
- 世界征服〜謀略のズヴィズダー〜

2015年
- ノラガミ ARAGOTO
- デュラララ!!×2 承
- デュラララ!!×2 転
- Dance with Devils

2016年
- デュラララ!!×2 結
- 夏目友人帳 伍
- 91Days
- ウルトラ怪獣擬人化計画
- B-PROJECT〜鼓動*アンビシャス〜

2017年
- ひなこのーと
- ナナマル サンバツ
- 夏目友人帳 陸
- 地獄少女 宵伽
- 覆面系ノイズ
- 超・少年探偵団NEO

2018年
- 軒轅剣 蒼き曜
- グラゼニ
- ロード オブ ヴァーミリオン 紅蓮の王

2019年
- アフリカのサラリーマン
- 警視庁 特務部 特殊凶悪犯対策室 第七課 -トクナナ-
- 厨病激発ボーイ
- なむあみだ仏っ!-蓮台 UTENA-
- 放課後さいころ倶楽部
- 五等分の花嫁　※eNaと共同

2020年
- ペット
- ネコぱら
- D4DJ First Mix

2021年
- ヴィジュアルプリズン

2022年
- ブッチギレ!
- 阿波連さんははかれない
- D4DJ Double Mix
- ドールズフロントライン
- ある朝ダミーヘッドマイクになっていた俺クンの人生

2023年
- 老後に備えて異世界で8万枚の金貨を貯めます
- おとなりに銀河
- D4DJ All Mix

2024年
- アクロトリップ
- 転生したら第七王子だったので、気ままに魔術を極めます
- 明治撃剣-1874-
- 異世界ゆるり紀行 〜子育てしながら冒険者します〜
- 黄昏アウトフォーカス
- 君は冥土様。

2025年
- ユア・フォルマ
- 阿波連さんははかれない season 2
- 転生したら第七王子だったので、気ままに魔術を極めます 第2期
- 素材採集家の異世界旅行記
- 悪食令嬢と狂血公爵

### 劇場アニメ
2015年 - 2016年
- デジモンアドベンチャー tri.

2016年
- ポッピンQ

2017年
- 虐殺器官
- Dance with Devils -Fortuna-

2018年
- 劇場版 夏目友人帳 〜うつせみに結ぶ〜

2020年
- 映画しまじろう しまじろうとそらとぶふね

2021年
- 夏目友人帳 石起こしと怪しき来訪者
- 劇場版アルゴナビス 流星のオブリガート
- 100日後に死ぬワニ

2023年
- 劇場版アルゴナビス AXIA

2024年
- 劇場版モノノ怪　唐傘

### Webアニメ
2019年
- おジャ魔女どれみ お笑い劇場

2020年
- オルタード・カーボン:リスリーブド

2021年
- ヘアピンダブル
- 夜の国

2023年
- ラプソディ
- 大奥